# Anisobas buccatus
Anisobas buccatus är en stekelart som beskrevs av Joseph Kriechbaumer 1882. Anisobas buccatus ingår i släktet Anisobas och familjen brokparasitsteklar. Inga underarter finns listade i Catalogue of Life.